# Вориос-Эввоикос
Во́риос-Эввоико́с (греч. Βόρειος Ευβοϊκός κόλπος — «Северный Эвбейский залив») — северная часть большого двойного залива между Центральной Грецией и островом Эвбеей. В юго-восточной части заканчивается проливом Эврипом в области города Халкиды, где сливается с водами залива Нотиос-Эввоикоса. В северо-западной части переходит в залив Малиакос, на выходе из залива находятся острова Лихадес. По южному побережью залива проходит автострада 1 Пирей — Афины — Салоники — Эвзони, часть европейского маршрута E75.